# Bučje (Pakrac)
Bučje je naselje u Republici Hrvatskoj u Požeško-slavonskoj županiji, u sastavu grada Pakraca.

## Povijest
Partizani su 23. prosinca 1941. godine oko 3 h napali redare i ustaše u Bučju. Zarobljen je redarski zapovjednik iz Kamenske i jedan pomoćni redar, a zaplijenjena su 23 karabina, 8 lovačkih pušaka, 22 bombe i oko 500 metaka.
Za vrijeme Domovinskog rata pobunjeni Srbi u Bučju su imali logor za zarobljene Hrvate.

## Zemljopis
Bučje se nalaze istočno od Pakraca na cesti prema Požegi.

## Stanovništvo
Prema popisu stanovništva iz 2011. godine Bučje je imalo 17 stanovnika.
| broj stanovnika | 13    | 28    | 24    | 49    | 50    | 60    | 36    | 65    | 74    | 123   | 170   | 182   | 145   | 142   | 29    | 17    | 13    |
|                 | 1857. | 1869. | 1880. | 1890. | 1900. | 1910. | 1921. | 1931. | 1948. | 1953. | 1961. | 1971. | 1981. | 1991. | 2001. | 2011. | 2021. |